# Tetrakis(3,5-bis(trifluormethyl)fenyl)boraat
Tetrakis[3,5-bis(trifluormethyl)fenyl]boraat is een anion met de chemische formule {\displaystyle {\ce {[ \{ 3,5-(CF3)2C6H3 \} 4B]^{-}}}}, wat meestal wordt afgekort tot {\displaystyle {\ce {[BAr^{F}]^{-}}}} en in het spraakgebruik tot BARF verwordt. De "F" in superscript is een expliciete aanduiding van de trifluormethylgroepen aan de aromatische ring. Zoals veel reagentia en reacties in de chemie genoemd zijn naar degene die er voor het eerst gebruik van maakte, wordt naar BARF ook vaak verwezen als Kobayashi's anion, naar Hiroshi Kobayashi, de leider van de groep die de eerste synthese ervan realiseerde. In artikelen waarin verschillende van dit type ionen besproken worden wordt ook gebruik gemaakt van {\displaystyle {\ce {BArF24}}} om het te onderscheiden van het nauw verwante {\displaystyle {\ce {BArF20}}}, {\displaystyle {\ce {(C6F5)4B^{-}}}}. Daarnaast is er ook nog een groep chemici die de afkorting TFPB, afgeleid van het Engelse Tetrakis[3,5-bis(triFluoromethyl)Phenyl]Borate.
De geometrie van het BARF-ion rond het centrale boor-atoom is tertaëdrisch, de vier fenylringen zijn aromatisch en vlak. De reden voor de synthese van dit anion was de wens een minder coördinerend anion te maken dan de toen beschikbare ionen: hexafluorfosfaat, tetrafluorboraat of perchloraat. Zouten van dit anion zijn vaste stoffen die zowel oplosbaar zijn in water als in veel (mengsels van) organische oplosmiddelen. BARF wordt toegepast in katalysatoren waarin het actieve centrum gecombineerd moet worden met een anion dat niet coördineert met de katalytische cyclus, zoals in de synthese van polyketonen.

## Synthese van BARF-verbindingen
Het natriumzout van BARF is het uitgangspunt voor veel derivaten ervan. Dit zout wordt bereid op basis van het Grignard-reagens afgeleid van {\displaystyle {\ce {XC6H3-3,5-(CF3)2\ (X\ =\ Br,I)}}}:
{\displaystyle {\ce {NaBF4\ +\ 4Ar^{F}MgBr\ ->\ 4MgBrF\ +\ NaBAr^{F}4}}}
Brookhart's zuur, is de verbinding die ontstaat als NaBArF in ether met waterstofchloride reageert. Natriumchloride is onoplosbaar in ether, waardoor de makkelijke uitwisseling van de kationen optreedt. Het waterstof-ion in deze verbinding zit opgesloten tussen twee ether-moleculen.
{\displaystyle {\ce {NaBAr^{F}4\ +\ HCl\ ->[{\ce {ether}}]\ [\{(C2H5)2O\}2H]^{+}[BAr^{F}]4^{-}}}}
Van BARF zijn hexakis(acetonitrilmetaal(II))-ionen, {\displaystyle {\ce {[M(CH3CN)6]^{2+}}}}, bekend van vanadium, chroom, mangaan, ijzer, kobalt en nikkel. Deze verbindingen worden bijna allemaal bereid via een metathese-reactie.

## Eigenschappen
NIet coördinerende anionen zijn anionen die slechts een zwakke interactie hebben met kationen, een goede eigenschap bij het bestuderen van sterk elektrofiele kationen. In de coördinatiechemie wordt de term ook gebruikt, dan wordt verwezen naar anionen waarvan het niet waarschijnlijk is dat ze direct aan het metaalcentrum van het complex zullen binden. Hexafluorfosfaat {\displaystyle {\ce {(PF6^{-})}}} is een ion dat zowel aan de eerste als de tweede definitie voldoet. Daarnaast werden voor de zelfde doelen tetrafluorboraat {\displaystyle {\ce {(BF4^{-})}}} en perchloraat {\displaystyle {\ce {(ClO4^{-})}}} gebruikt, maar {\displaystyle {\ce {PF6^{-}}}} voldoet van deze drie het best. BARF werd ontwikkeld in de jaren 90 van de 20e- eeuw als nieuw
niet coördinerend anion en het is in deze groep zelfs veel beter dan {\displaystyle {\ce {PF6^{-}}}}. Hele sterke Lewiszuren zijn echter in staat de koolstof-boor-binding in BARF te splitsen.

NaBArF4 kan gebruikt worden bij het verwijderen van de beschermende groep van via een acetal beschermde carbonylgroepen. Zo wordt 2-fenyl-1,3-dioxolaan door NaBARF in 5 minuten bij 30 °C in water omgezet in benzaldehyde.
{\displaystyle {\ce {C6H5CH(OCH2)2\ +\ H2O\ ->[{\ce {NaBARF/water}}][{\ce {30^{o}/5\ min}}]\ C6H5CHO\ +\ HO(CH2)2OH}}}